# 里格諾特冰川
73°6′S 102°0′W / 73.100°S 102.000°W
里格諾特冰川（英語：Rignot Glacier），是南極洲的冰川，位於埃爾斯沃思地，全長7公里，流經皇帝半島，最終注入阿博特冰架，以地球物理學家命名，現時由南極條約體系管理。